# Корвіт (Айова)
Корвіт (англ. Corwith) — місто (англ. city) в США, в окрузі Генкок штату Айова. Населення — 266 осіб (2020).

## Географія
Корвіт розташований за координатами 42°59′20″ пн. ш. 93°57′29″ зх. д. / 42.98889° пн. ш. 93.95806° зх. д. (42.989000, -93.958079).  За даними Бюро перепису населення США в 2010 році місто мало площу 3,83 км², уся площа — суходіл.

## Демографія
Згідно з переписом 2010 року, у місті мешкало 309 осіб у 141 домогосподарстві у складі 78 родин. Густота населення становила 81 особа/км².  Було 167 помешкань (44/км²).
Расовий склад населення:
| - 97,7 % — білих - 0,3 % — азіатів - 1,3 % — осіб інших рас |

До двох чи більше рас належало 0,6 %. Частка іспаномовних становила 4,2 % від усіх жителів.
За віковим діапазоном населення розподілялося таким чином: 20,1 % — особи молодші 18 років, 58,2 % — особи у віці 18—64 років, 21,7 % — особи у віці 65 років та старші. Медіана віку мешканця становила 46,3 року. На 100 осіб жіночої статі у місті припадало 107,4 чоловіків;  на 100 жінок у віці від 18 років та старших — 107,6 чоловіків також старших 18 років.
Середній дохід на одне домашнє господарство  становив 51 980 доларів США (медіана — 37 857), а середній дохід на одну сім'ю — 67 959 доларів (медіана — 58 125). Медіана доходів становила 40 833 долари для чоловіків та 50 893 долари для жінок. За межею бідності перебувало 7,0 % осіб, у тому числі 0,0 % дітей у віці до 18 років та 5,2 % осіб у віці 65 років та старших.
Цивільне працевлаштоване населення становило 116 осіб. Основні галузі зайнятості: сільське господарство, лісництво, риболовля — 24,1 %, освіта, охорона здоров'я та соціальна допомога — 23,3 %, виробництво — 12,9 %, роздрібна торгівля — 11,2 %.